# Oliver Rau
Oliver Rau (Bremen, 21 de mayo de 1968) es un deportista alemán que compitió en remo.
Ganó tres medallas de bronce en el Campeonato Mundial de Remo entre los años 1994 y 1996.
De 1994 a 2017 fue asistente de director del equipo de fútbol Werder Bremen. Entre 2017 y 2021 formó parte de la junta directiva de la Fundación Alemana de Ayuda al Deporte (Stiftung Deutsche Sporthilfe).

## Palmarés internacional
| Campeonato Mundial | Campeonato Mundial            | Campeonato Mundial | Campeonato Mundial        |
| Año                | Lugar                         | Medalla            | Prueba                    |
| ------------------ | ----------------------------- | ------------------ | ------------------------- |
| 1994               | Indianápolis (Estados Unidos) | Medalla de bronce  | Cuatro sin timonel ligero |
| 1995               | Tampere (Finlandia)           | Medalla de bronce  | Cuatro sin timonel ligero |
| 1996               | Motherwell (Reino Unido)      | Medalla de bronce  | Dos sin timonel ligero    |